# Nagec
Nagec (1981) je roman slovenskega pisatelja Jerneja Vilfana. Pripoved je postavljena v čas izraelsko-palestinskega spora v prvem in Jugoslavije v drugem delu knjige. 

## Vsebina

### Izrael
Hermetika
Aleš je prispel v Izraelski kibuc Roš ha-emek, da bi popestril svoje spolno življenje. V Izraelu spozna Miriam. Junak zelo hvali izraelsko kulturo, ki da ima višji standard medosebnih odnosov. Profesor ga pošlje k Mohamedu. Miriam izrazi željo po poroki z Alešem, kljub majhni verjetnosti, da bi to tega prišlo.  
Sedem stebrov modrosti
Aleš je prišel v Izrael z nalogo napisati poročilo o situaciji Arabcev v Izraelu. Mirjam se z njim spet odpravi do Mohameda, kamor ga je napotil profesor. Mohamed ga je kljub neuspešnemu prvemu obisku ponovno povabil, ker se je zanimal za Jugoslavijo. Aleš obišče tudi Jeruzalem, povsod se počuti outsider. Po vrnitvi v kibuc ga obišče očetov prijatelj. Aleš doživlja stisko, izogiba se ljudem in Mirjam napove svojo vrnitev domov. V pristanišču namerava kupiti karto za domov, pa na to pozabi. O palestinskem vprašanju kramlja z ljudmi, ki jih sreča. V kibucu se iz stisk rešuje z jahanjem, končno se vkrca na ladjo za Jugoslavijo. 
Potovanje
Aleš se z ladjo vrača domov. Pripoveduje zgodbice prijatelja Žida, ki je imel nanj močan vpliv. Prijateljici Miriam napiše ji pesem. Spomni se svoje preteklosti, pove nekaj o svoji usodi kot sin funkcionarja. Napiše  esej z naslovom Kaj sem se naučil kot sin funkcionarjev, v katerem se spominja svojega očeta in deda. Doma očetu poroča o svojem bivanju in o situaciji v Izraelu.

### Slovenija
Mrmranja
Doma najprej obišče svojega konja. Napiše poročilo za dr. Boha. Redno odhaja v jahalni klub. Začne pisati članke o Izraelu za Delo, načrtuje tudi knjigo. V Ljubljani se sreča s starim prijateljem in bivšo punco. Za kratek čas obudita romanco, spi pa tudi z drugimi ženskami. Spoznamo Aleševo vizijo Slovenije. Veliko potuje - London, Haag, München, Pariz ... Na zgodovinskem oddelku filozofske fakultete spozna Primorko Vesno, ki z njim zanosi. Neuspešno išče službo.  
Adam
Aleša obsede ideja, da bi nag tekel po Ljubljani. V transu preteče trg in eno od ljubljanskih ulic. Psihiater Mukotić iz Zagreba ga povabi na razgovor. Predlaga mu selitev v tujino, vendar Aleš tega ne sprejme. Vesni pove za svoje dejanje in da  se želi ukvarjati samo s pisanjem in slikanjem. Ko Vesna Alešu pove, da je noseča, se zmenita za skupno življenje. 

## Kritike
Vilfanov Nagec je v posameznih mestih pronicljiv esej, čeprav avtor vseh nakazanih misli ne razvije in poglobi, se pravi, da ostaja bolj na ravni posameznih fragmentov. V reportaži je objekt podrejen opazovalčevemu skustvu; v svoji avtonomni pojavnosti avtorja ne zanima. V tipologiji problematike funkcionarjevega sina hote presega zgolj individualno usodo, se pravi lastno; išče oporo v posplošitvi in s tem odpira različne možnosti, s katerimi bi sicer lahko presegel trenutno spoznani položaj. Zdi se, da ga je presegel, kot smo že uvodoma zapisali, prav s to knjigo, kolikor pač gre za identiteto avtorja romana in osrednjega lika.

(Zlobec, 1982)
Knjižni prvenec Jerneja Vilfana z naslovom Nagec postavlja bralca in kritiškega zapisovalca pred dva sklopa zanimiv vprašanj. Prva mu predstavlja tematsko-idejna sredica Vilfanove proze, zasnova junaka in junakova preokupacija. /.../ drug sklop vprašanj - vprašanja o zvrstnosti Vilfanove proze. 

(Bajt, 1986)
Knjiga Nagec je razgaljenje do nagega. Tako je naslov, kot bandro besedila, dvakrat izpolnjen: simbolično in fabulativno. Naš junak je namreč skrajno senzibilna osebnost, njegova prvoosebna pripoved ima poleg čisto fabulativne funkcije tudi funkcijo samospraševanja in samoosveščanja.

(Zorn, 1988)
Razloček med junakom (junaki) Aleševega kova in kasnejšimi ludisti je v vrednotenju vrednot, in ta je bistven. Aleš je do uveljavljenih revolucionarnih in humanističnih vrednot pozitivno razpoložen. Vanje veruje in če je iztirjen in zrevoltiran, je tak zato, ker (še zmeraj) verjame v možnost in nujnost njihove čistosti in resničnosti. Njegov neskaljen zgled je revolucionarna pot njegovega očeta. Hoče ga posnemati. Še več — hoče ga nadaljevati izvirno in osebnostno, s preseganjem. Hrepeni po revolucionarni »produkciji«, toda brez tega, da bi se mu uprl (in kako in zakaj naj bi se mu uprl, če pa oba verjameta v iste vrednote?), te »produkcije« ni. Preostane mu samo še »reprodukcija« — neizvirno in neosebnostno ponavljanje.

(Snoj, 1981)
Vilfanova po vsem videzu avtobiografska knjiga o Nagcu je hibridna: na prvi strani pripoveduje o iskanjih in (notranjih ...) bojih svojega junaka Aleša Volfa, njegovem vročičnem in krčevitem prizadevanju, odkriti avtentično lastno podobo ter jo v realnem družbenem svetu preizkusiti na kar se da intenziven in poln način; na drugi strani razpravlja na povsem stvaren in žurnalistično nedvoumen način o napetostih in težavah, političnih protislovjih in psihičnih blokadah, pred katere postavlja človeka moderni družbeno politični (institucionalni) svet.

(Inkret, 1981)
Škoda, skratka, da se Nagec ni zmogel ali hotel opredeliti med neposrednim in stvarnim avtobiografskim pričevanjem in med subtilnejšo literarno transkripcijo svoje snovi - ki je v okvirih slovenskega pisanja vsekakor docela nenavadna.

(Sruk, 1981)
Jernej Vilfan se je po odgovore na svoja nerešena mladostna vprašanja zatekel razmeroma daleč stran od doma in okolja, v katerem je zrasel. /.../ Da bi presekal gordijski vozel svoje v prazno iztekajoče se eksistence, se je odločil za absurdno dejanje, ki naj bi bilo popoln prelom z vsem dotedanjim: nag je tekel po ljubljanskih ulicah in tako simbolično snel s sebe moralna oblačila, ki so ga tesnila.

(Konjar, 1981)

## Scenarij za istoimenski film
Leta 1887 je Jure Prevanje napisal scenarij za istoimenski film Nagec.